# Giglio (album)
Giglio è il terzo album di Tricarico, uscito il 29 febbraio 2008 e anticipato nel mese di settembre dal singolo Un'altra possibilità, prodotto dalla Sony BMG.

## Il disco
L'album contiene 11 brani, tra cui Vita tranquilla, brano vincitore del Premio della Critica del Festival della canzone italiana "Mia Martini", al Festival di Sanremo 2008.
Francesco Tricarico sceglie Giglio come titolo dell'album, perché il giglio è un fiore che simboleggia amore e purezza.
Giglio rappresenta per Tricarico una netta crescita artistica, con una svolta rock e la presenza di testi profondi e ricercati. 
L'album ha raggiunto la posizione numero 8 nella classifica ufficiale FIMI dei dischi più venduti in Italia.

## I brani
- Oroscopo è una denuncia contro tutti i truffatori che soggiogano le persone sole e deboli, facendo creder loro di poterle aiutare, attribuendosi poteri soprannaturali.
- Vita tranquilla racconta di come a volte raggiungere le mete prefissatesi non porti la felicità e la pace interiore, che però si può trovare con la scoperta di un amore.
- Eternità è un'affascinante storia che racconta della nascita di un amore, e di come solo esso sappia farti trovare la tranquillità per affrontare la vita.
- Un'altra possibilità è una profonda canzone che parla di tutti coloro che sono portati ad avere alcuni comportamenti a causa di quello che hanno sofferto nel loro passato e che quindi cercano di redimersi con una nuova possibilità.
- Pomodoro è uno dei pochi richiami al primissimo Tricarico, con un testo decisamente più visionario dei precedenti, è un inno all'immaginazione.
- Cosa vuoi adesso spiega come l'amore, la fiducia, la credibilità si conquistino con i fatti e non solo con le parole.
- Ghiaccio descrive come nella vita, quando ci si trova senza difese, si impara ad affrontarla da soli.
- Fili di tutti i colori parla del Test della falsa credenza, narrando lo svolgimento dell'esperimento dal punto di vista dell'esaminato, nella conclusione del brano si esplicita il punto di vista di questi rispetto all'esperienza del test.
- Il mio amico parla di un amico di infanzia creduto matto per il suo essere visionario che dopo le cure è come morto.
- Gigliobianco dimostra come l'arrivo di un amore nella vita possa darti la felicità e la tranquillità di vivere senza paura mai avuta prima.
- Libero, canzone già presente nel singolo Un'altra possibilità, chiude il cd.

## Tracce
1. Oroscopo – 4:44
2. Vita tranquilla – 4:18
3. Eternità – 4:16
4. Un'altra possibilità – 4:02
5. Pomodoro – 2:40
6. Cosa vuoi adesso – 3:52
7. Ghiaccio – 2:49
8. Fili di tutti i colori – 3:32
9. Il mio amico – 3:33
10. Gigliobianco – 2:54
11. Libero – 4:39

## Formazione
- Tricarico - voce, pianoforte
- Trilok Gurtu - batteria, percussioni, caxixi
- Marco Guarnerio - chitarra, pianoforte, tastiera, vibrafono
- Max Zaccaro - basso
- Nicola Curioni - viola
- Luca Campioni - violino
- Marco Campioni - violino
- Daniele Moretto - tromba
- Alessio Nava - trombone

## Classifiche
| Paese  | Posizione raggiunta |
| ------ | ------------------- |
| Italia | 8                   |